# 웨스트민스터 신학교
웨스트민스터 신학교(Westminster Theological Seminary)는 1929년 세워진 미국 장로교 신학교이다. 펜실베이니아주 글렌사이드에 위치한다. 이외에 독립적으로 운영되는 캘리포니아주 웨스트민스터 신학교가 있다.

## 특징
웨스트민스터 신학교는 1929년 프린스턴 신학교와 신학적 차이점으로 인해 분리되었는데 기독교 정통 개혁주의자인 그래함 메이첸박사와 코닐리어스 밴틸 박사를 주축으로 세워졌다. 그래함 메이첸박사는 관습적이며 피상적인 종류의 훈련이 아니라 오히려 심오하고 그리스도 중심적인 준비를 위한 훈련을 제공할 것이라고 강조했다.웨스트민스터 신앙고백서를 중요하게 여기며, 개혁신학과 구 프린스턴 신학교의 전통에 뿌리를 두고 있다. 게할더스 보스의 성경신학과 코닐리어스 밴틸의 전제주의 변증으로 유명하다. 그 밖의 교수로는 스톤하우스, 에드워드 J. 영 (E. J. Young), 존 머레이, 간하배, 래이몬드 딜라드, 그리고 리차드 게핀과 같은 교수들이 있었다.

## 졸업생

### 미국 동문들
특별히 고든 콘웰 신학교와 풀러 신학교를 창설하고 첫 학장을 지낸  헤롤드 옥켄가, 훼이스 신학교를 설립하고 학장으로 섬겼던 칼 맥킨타이어, 그리고 저명한 신학자인 프란시스 쉐퍼도 이 신학교 졸업생이다. 지금 미국에서 가장 영향력 있는 목회자 중 하나인 팀 켈러목사와 현 휘튼 대학 총장인 필립 라이켄이 신학교 출신이다.

### 한인 동문들
한국의 많은 학자들을 배출하였는데 박윤선 박사와 황성수 박사를 비롯한 현재 국내 대학의 약 20명이상의 전 현직 총장들과 많은 신학교수들을 배출하였다.
특히 개혁주의신학으로 한국 신학계와 교계에 적지 않은 영향을 끼친 웨스트민스터 신학교는 1929~50년대에 박윤선, 김치선, 명신홍, 황성수(1942년 수학), 한태동, 박희천, 한철하 박사 등이 졸업했으며, 1960-70년대에는 김의환, 손봉호, 김명혁, 박형용, 이종윤, 최낙재, 정규남, 박희천, 서영호, 전호진, 한태동, 황창기, 손석태, 옥한흠 등을 배출했으며, 1980-1999년대에는 오덕교, 황규명, 서영일, 신국원, 오광만, 김광열, 이광희, 안명준, 원종천, 김성환, 김재성, 박응규, 권성수, 김길성, 김정우, 이영훈, 김의원, 김인환, 장동민, 성종현, 김준, 김준수, 김추성, 김현성, 이만수, 노진산, 박성일, 박영돈, 장동민, 오창록, 신문철, 강웅산, 정승원, 이상원, 채규현, 김한요, 장은일,  김진규, 오창록, 박노철, 허주, 신문철, 안승준, 최순진, 최창호, 한상화, 홍철, 이만수, 조진모, 이학민, 이성재, 이종민, 임건택, 장우천,  최재호 박사들이 졸업했다. 
2000년대 이후로  이강택, 정성국, 박덕준, 이강택, 홍승민, 권경철, 송영재, 김의창, 김두환, 김준, 안창민, 이정민, 이한석, 권혁민, 김상순, 양대식, 강명옥, 신호섭, 이국진, 전형준, 정성국, 정영교, 박순오,  황영아, 황준식, 도지원, 오병제, 오원석, 유영택, 이규한, 임대규, 조영천, 최병남, 최지훈, 한규삼, 김진수, 김망규, 김대언, 이승남, 김상순, 황현조, 조성훈, 김대호, 안상준, 이진영, 박 바울, 서광옥, 차주엽, 유선명, 이종인, 이종식, 이도영 등 그 외에 수많은 한국의 신학대학교의 많은 지도자들을 배출했다. 
명예박사를 받은 한인으로는 박윤선, 옥한흠, 이종윤, 그리고 이원상이다. 미국 대학의 지도자 중 한국계는 미국 캘리포니아 웨스트민스터신학교 김은일 학장 (Joel E. Kim)이 있고 텍사스주 소재 남부개혁대학신대원 (Southern Reformed College and Seminary) 에 이광진 (James A. Lee) 총장 등이 있다. 목회자로는 여의도 순복음교회 담임 이영훈목사, 어바인 벧엘교회 김한요 목사 등이 있다. 2024년 12월 부터 2026년 12월까지 웨스트민스터 신학교 한국동문회 회장은 아신대학교의 박응규 박사이다.

## 한국동문회 100주년 행사
- 학교 설립 100 주년(2029 년) 기념 사업회
- 웨스트민스터 한인행전(가칭)> 출판위원회
- 위원장: 박응규

위원: 안명준, 강웅산, 박덕준, 김두환, 정성국, 박성일(미주), 주은재(미주)

## 사진들

웨스트민스터 신학교 한국동문회 모임 사진들
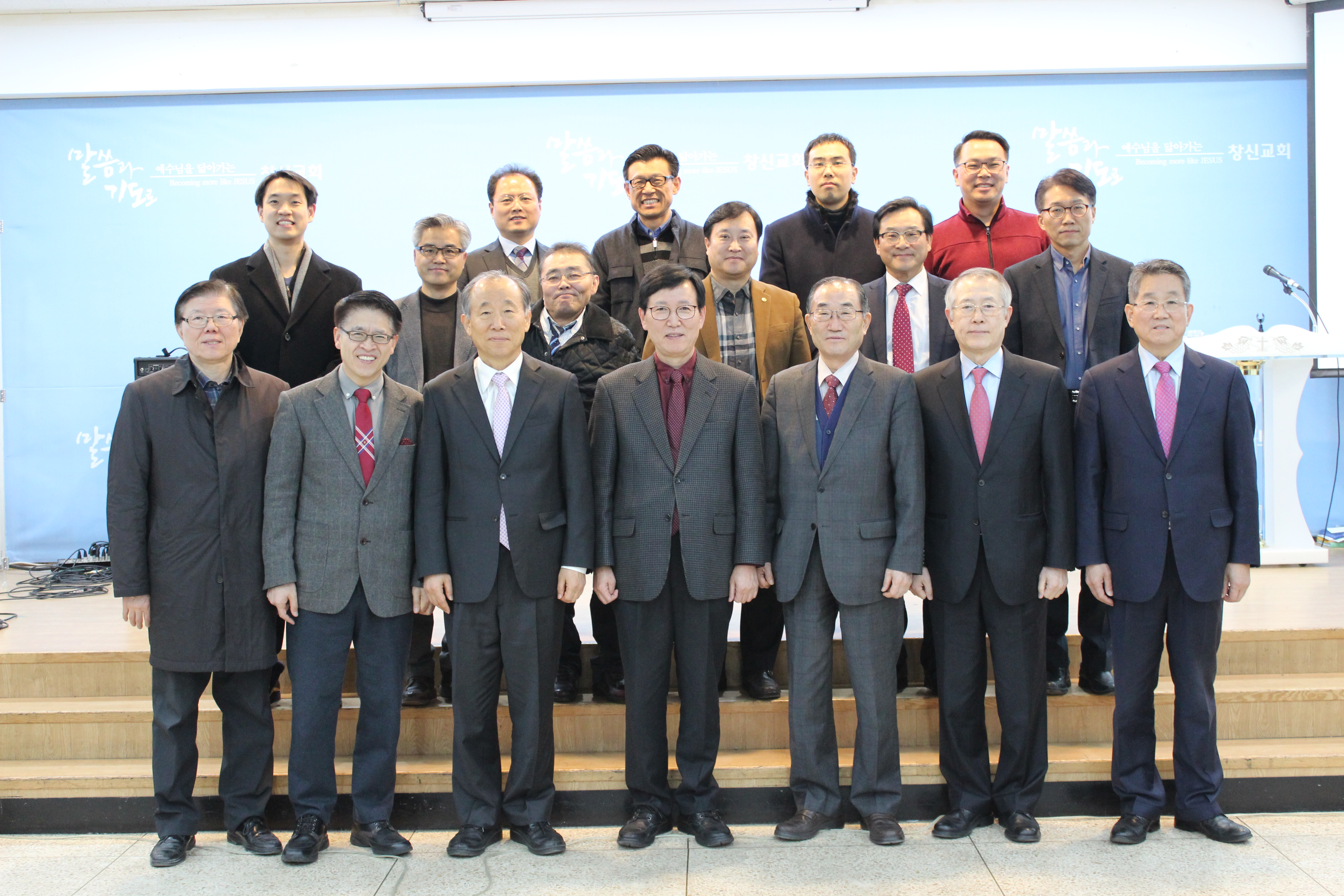
2018년 12월 27일 창신교회(담임 유상섭목사)
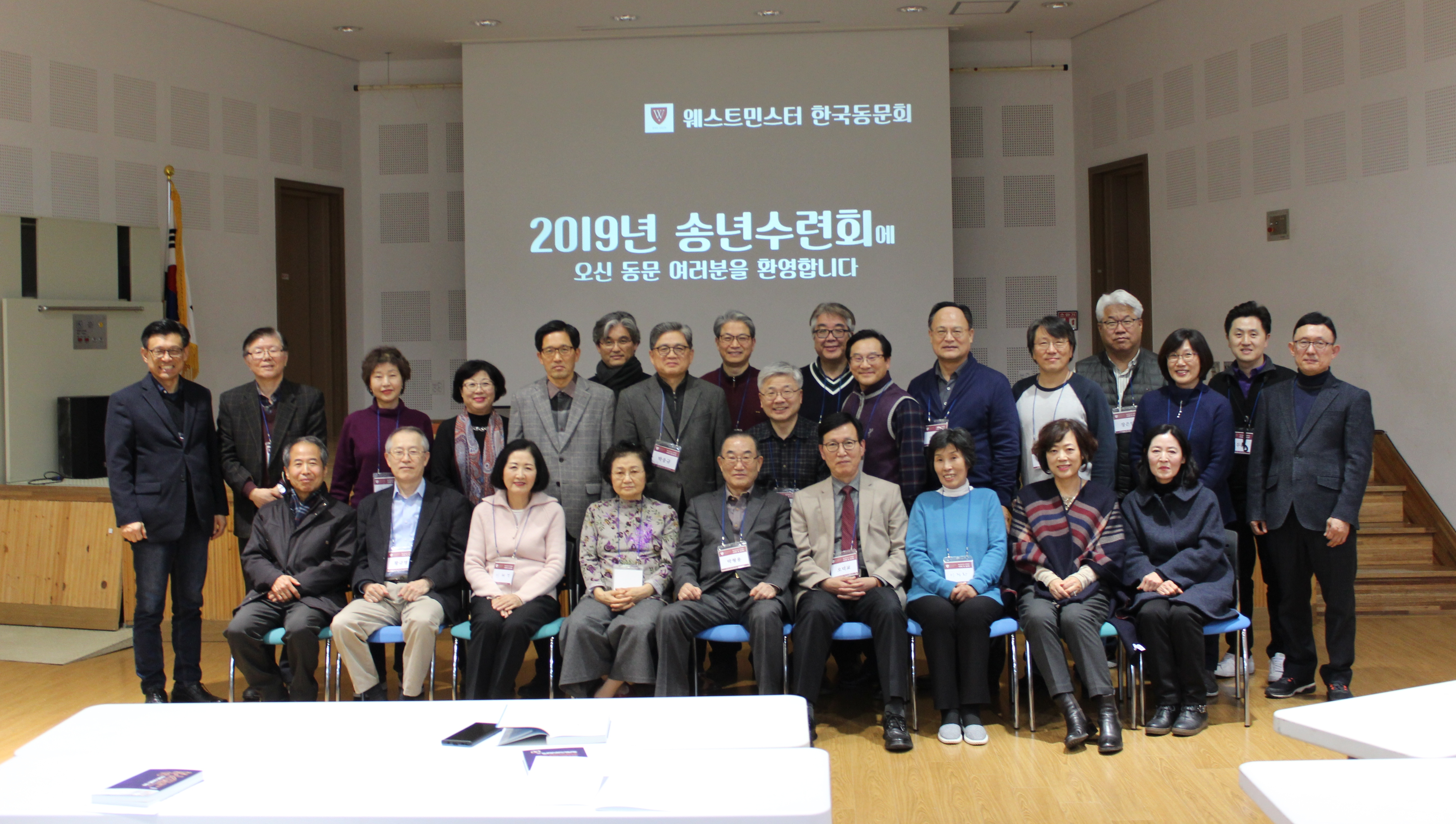
2019년 12월 16일
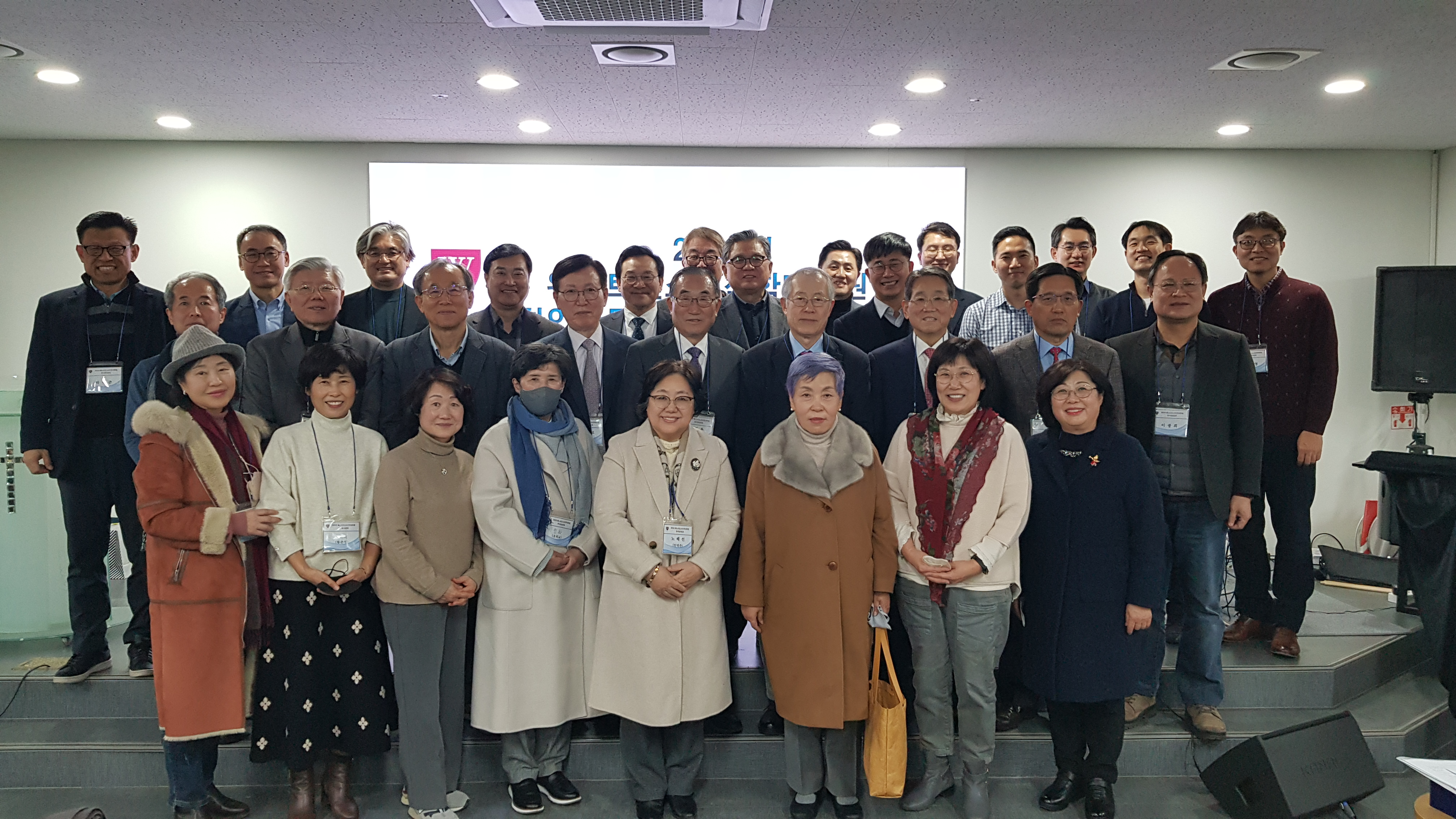
2022년 12월 20일 구원의감격교회(담임 김두환 목사)
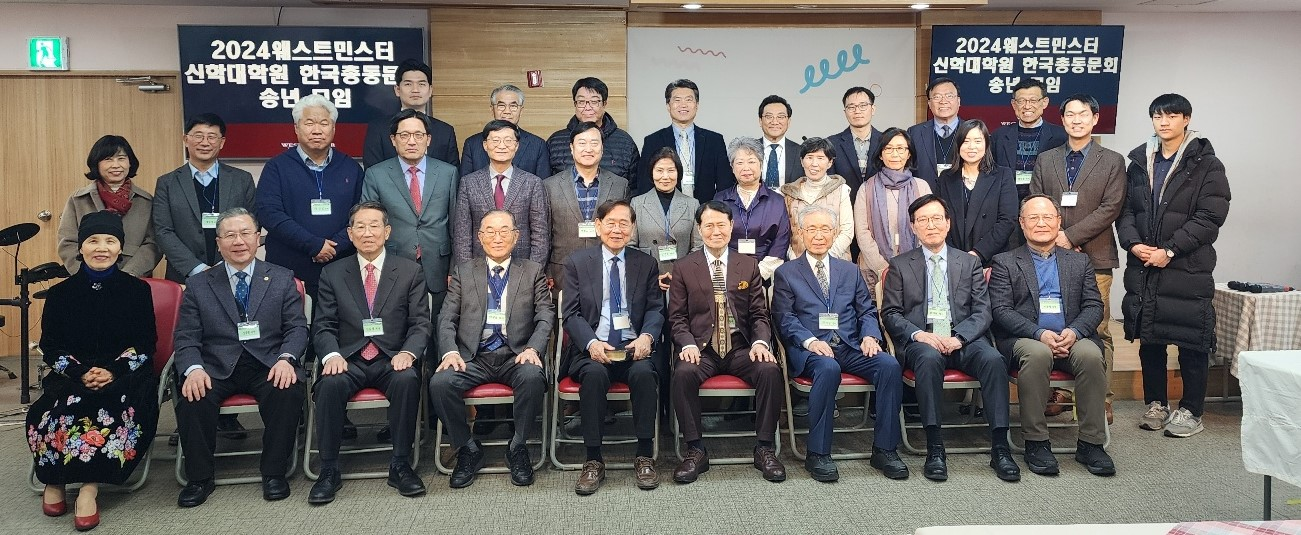
2024년 12월 12일 산본양문교회(담임 정영교 목사)

## 역대 총장들
- 에드먼드 클리우니(1966 - 1984)
- 조오지 C. 풀러 (1984 - 1991)
- 사무엘 T. 로간 (1991 - 2005)
- 피터 릴백 (2005–present)

## 전. 현직교수진
- Jay E. 아담스
- Oswald Thompson Allis
- Gregory Beale
- Harvie M. Conn
- Ray Dillard
- 윌리엄 에드거
- Peter Enns
- Sinclair Ferguson
- John Frame
- 리차드 게핀
- Richard Gamble
- John Gerstner
- Robert Godfrey
- J. Alan Groves
- R. Laird Harris
- D. G. Hart
- Philip Edgecumbe Hughes
- Kent Hughes
- Rienk Kuiper
- 피터 릴백
- Tremper Longman
- 존 그레섬 메이천
- Allan MacRae
- Jack Miller
- 존 머레이 (1930-1966)
- Manuel Ortiz
- 번 S. 포이트레스
- O. Palmer Robertson
- Norman Shepherd
- Moisés Silva
- Ned Bernard Stonehouse
- Carl R. Trueman
- Chad Van Dixhoorn
- Cornelius Van Til
- Bruce Waltke
- Robert Dick Wilson
- Paul Woolley
- Edward Joseph Young